# Dème des Molosses

Le dème des Molosses, ou dème de Molossí, en grec moderne : Δήμος Μολοσσών / Dímos Molossón, est un ancien dème du district régional d'Ioánnina, en Épire, Grèce. Depuis 2010, il est fusionné au sein du dème de Zítsa.
Selon le recensement de 2011, la population du dème compte 1 646 habitants.